# الأكاديمية الملكية للتاريخ
الأكاديمية الملكية للتاريخ (بالإسبانية: Real Academia de la Historia)‏ هي المؤسسة المسؤولة عن دراسة والبحث في تاريخ إسبانيا، القديم والحديث والسياسي والمدني والكنسي والعسكري والعلمي والفني والأدبي ومُختلف مجالات الحياة وحضارة وثقافة الشعب الإسباني. يقع مقرها في مدريد.
تأسست الأكاديمية الملكية الإسبانية بمرسوم ملكي صدر في 18 أبريل عام 1738 من الملك فيليب الخامس، وأقر فيه نظامها وجوائزها بموجب الأمر الملكي، الذي صدر في 17 يونيو من العام ذاته. وتسعى الأكاديمية الملكية للتاريخ إلى توضيح الحقيقة المثلحة للأحداث ونفي الخرافات التي أُقحمت بسبب الجهل أو الحقد، والذي أدى بدوره إلى معرفة الكثير من الأمور التي حجبتها العصور القديمة أو نُسيت بداعٍ الإهمال.

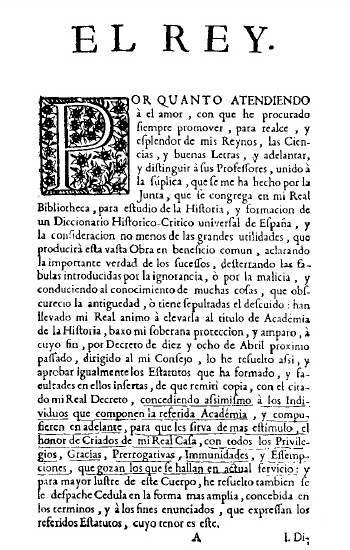
أمر ملكي، في 17 يونيو عام 1738، تم من خلاله إقرار جوائز الأكاديمية الملكية للتاريخ.

## تاريخ الأكاديمية
ترجع أصول الأكاديمية الملكية للتاريخ إلى اللقاءات التي عقدها العديد من العلماء، من بينهم أنطونيو فرنانديز بريتو وسوتيلو، اعتبارًا من عام 1735 في منزل خوليان هيرموسيا، المحامي في المجالس الملكية، وذلك لمناقشة قضايا تاريخية.
لاحقًا، نُقلت هذه الاجتماعات إلى قاعات المكتبة الملكية الجديدة التي أُنشئت في ممر الإنكارناسيون، وطلبوا حماية الملك فيليب الخامس، الذي منحها إياهم بإنشاء الأكاديمية الملكية للتاريخ رسميًا بموجب مرسوم ملكي في 18 أبريل 1738، وأقرَّ لوائحها بموجب مرسوم ملكي في 17 يونيو من نفس العام. وقد نصَّت الأكاديمية على أن هدفها هو توضيح "الحقيقة المهمة للأحداث، وطرد الأساطير التي أدخلتها الجهل أو الخبث، وتقود إلى معرفة العديد من الأشياء التي غيبتها العصور القديمة أو دفنها الإهمال".
في عام 1785، أمر الملك كارلوس الثالث بنقل الأكاديمية إلى منزل في ساحة بلازا مايور في مدريد، حيث كانت مكتبة الأكاديمية الملكية للتاريخ موجودة منذ عام 1775. وفي عام 1836، منح حكومة منديسابال الأكاديمية العديد من المخطوطات والوثائق والكتب، بالإضافة إلى العقار المسمى "نيو ريذادو" في شارع ليون رقم 21 في مدريد، والذي كان قد ملكه الرهبان الهرمونيون في إيل إسكوريال حتى تفكيك ممتلكات الأوامر الدينية. تم نقل الأكاديمية رسميًا بموجب مرسوم ملكي في 23 يوليو 1837، على الرغم من أنه عمليًا لم تنتقل إليها حتى عام 1874.
ومنذ 1 يناير 1938، تاريخ تأسيسها، أصبحت الأكاديمية جزءًا من معهد إسبانيا.

## وصلات خارجية
- ماريا خيسوس فيغيرا، الاكاديمية الجديدة في المدرسة الملكية للتاريخ.
- :منح الأكاديمية الملكية الإسبانية للتاريخ العضوية للأكاديمي الدكتور ابن عبود.